# 1945 en Pologne

## Événements

### Janvier
- 1er janvier : ayant reçu le ralliement de Stanisław Mikołajczyk, ancien chef du gouvernement polonais en exil, le Comité de Lublin est rebaptisé Gouvernement provisoire de la république de Pologne (Rząd Tymczasowy Rzeczypospolitej Polskiej). Edward Osóbka-Morawski est Premier ministre, avec comme vice-Premiers ministres Stanisław Mikołajczyk et Władysław Gomułka, le premier secrétaire du Parti ouvrier polonais.
- 17 janvier : le gouvernement provisoire s'installe dans Varsovie dévastée.
- 19 janvier : prise de la forteresse de Modlin et de la ville de Przasnysz par l'armée rouge[1].

### Avril
- Signature d'un pacte d'assistance mutuelle avec l'Union soviétique.

### Juin
- 28 juin : un nouveau « gouvernement d'unité nationale » est constitué le 28 juin avec le socialiste Edward Osóbka-Morawski comme Premier ministre et deux vice-premiers ministres, Mikołajczyk, et le communiste Władysław Gomułka.